# Баковски, Карл Отто
Бако́вски Карл Отто (нем. Karl Otto Bakowski, 8 декабря 1904 в Киле — 27 апреля 1970) — немецкий телефонист, во время немецкой оккупации Дании во время Второй мировой войны руководил являвшимся частью датского Движения сопротивления Центром прослушивания в Хельсингёре.

## Биография
Карл Отто Баковски, немецкий рабочий, телефонист, до прихода нацистов к власти проживал в Германии, однако вынужден был бежать в Данию вскоре после произошедшего в 1933 году поджога Рейхстага. С первых дней немецкой оккупации Дании (9 апреля 1940) ему приходилось вести себя осторожно уже и в этой стране.
С лета 1944 года и до ареста в январе 1945 года Карл Отто Баковски был одновременно и руководителем, и ключевым сотрудником подпольного Центра прослушивания, одним из создателей которого он являлся. После провала он оказался в заключении в лагере для интернированных лиц. По окончании войны Баковски вернулся в Германию, где прожил до самой смерти в 1970.

### Центр прослушивания
Практически всё время оккупации К. О. Баковски подпольно жил по своему довоенному адресу в Хельсингёре по адресу Санкт Олай Гэде (дат. Sct. Olai Gade) в доме № 19 у сапожника Ларсена (Larsen), снимая маленькую комнату на втором этаже. В один из летних дней 1944 года Баковски по чистой случайности обнаружил в доме «мёртвую» телефонную линию, проведённую в дом, но не подключённую к телефонной сети. После общения со своим другом, телефонным мастером К. Б. Хансеном (C.B. Hansen), было решено использовать готовую линию в борьбе против немцев. Совместно они придумали как реализовать операцию по прослушиванию.
С этого момента началось продлившееся полгода активное участие Баковского в сопротивлении в тесном контакте с подпольем в Хельсингёре. Для начала Хансен в домашних условиях изготовил аппарат для прослушивания и они соединили обнаруженную в доме Ларсена линию с этим устройством. Хансен, используя служебное положение, проник и подключил их «мёртвую» линию к узлу связи на телефонной станции в Хельсингёре. Теперь Баковски мог прослушивать как входящие, так и исходящие звонки местной штаб-квартиры Гестапо, располагавшейся в годы оккупации на вилле Висборг (Wisborg) по адресу Сёнре Стра́нвай (Søndre Strandvej) № 29. Позднее Хансену удалось наладить прослушивание телефонных переговоров между виллой Висборг и двумя зданиями штаб-квартиры Гестапо в Копенгагене — соответственно Домом Shell (Shellhuset) и конторским домом Дагмархус (Dagmarhus). В обоих зданиях помимо Гестапо находились отделения и других ведомств оккупационных сил.
Дальнейшие проникновения и подключения превратили Центр прослушивания на Санкт Олай Гэде № 19 в настоящий центр связи, где стало возможным прослушивать уже не только любые телефонные переговоры между штаб-квартирами Гестапо, но даже разговоры по собственной отдельной телефонной сети Вермахта из штаб-квартиры в копенгагенской Цитадели (Kastellet), а также переговоры по линии Копенгаген-Осло и исходящие звонки в Германию.
Никто из участников Сопротивления, кто мог бы быть задействован в Центре прослушивания, не был в состоянии понимать использовавшиеся немцами специальные сокращения и военные термины, а часто и речь на диалекте, так, как это делал Баковски благодаря своему опыту и немецкому происхождению. У подполья не было возможности эффективно подменять его кем-либо на время даже короткого отдыха. Это всё чаще и чаще приводило к переутомлениям Баковского, просиживавшего за прослушкой более чем до двадцати часов в сутки. При этом добываемая им информация имела столь высокое значение, что местным руководством Сопротивления ему было приказано не рисковать и, чтобы не оказаться схваченным, не участвовать ни в какой иной работе подполья. В качестве дополнительной меры, обеспечивавшей безопасность Центра прослушивания, в уличную дверь было вмонтировано два микрофона, выходивших наружу, чтобы Баковски, в случае появления незванных гостей, мог их услышать и приготовиться.
Наиважнейшей информацией, добываемой Баковским, были сведения о планировавшихся Гестапо арестах. Дважды в день он готовил донесения, содержавшие в т. ч. списки с именами, и через связных они рассылались по руководителям групп Сопротивления, в т. ч. Хольгер Данске (Holger Danske) и Кольцо (Ringen), а также поступали в распоряжение Совета Свободы (Frihedsrådet) — своеобразного альтернативного «правительства» Дании, связанного с подпольем. Кроме того, отчёты, спрятанные в продовольственной таре с двойным дном, тайно переправлялись в Швецию, где их в итоге получала датская военная разведка. Помимо Баковского, собственно в Центре прослушивания, трудились ещё и девушки-«секретарши», начисто переписывавшие под копирку в 4-5 экземплярах его записи, на основании которых он уже готовил сообщения для подполья. При этом готовые рапорты отправлялись к адресатам в подполье только после нескольких сеансов прослушивания, подтверждавших полученную информацию, что делало работу Центра предельно эффективной.
Одна из самых примечательных операций Центра прослушивания, по крайней мере, по мнению самого Баковского, была проведена за несколько дней до 19 сентября 1944, когда ему удалось подслушать разговоры Гестапо о намечавшихся на эту дату арестах и депортации в Германию всех без исключения датских полицейских. Удача благоволила участникам Сопротивления и они заблаговременно предупредили значительную часть полицейских, благодаря чему около восьми тысяч из примерно десяти тысяч сотрудников смогли скрыться и избежали ареста и депортации. Немногими днями позже группа проникла в оставленный сотрудниками полицейский участок в Хельсингёре и получила в своё распоряжение телеграфное устройство. После подключения аппарата Центру прослушивания стали доступны также и немецкие телеграфные сообщения.

### Пример работы
В самом конце декабря 1944 года Центр прослушивания помог свести на нет очередную крупную акцию Гестапо, намеревавшегося силами сотрудников из нескольких населённых пунктов за одну операцию арестовать 14 участников Сопротивления из города Хиллерёд. К началу акции Гестапо располагало всей необходимой информацией, включая имена, чтобы молниеносно и безошибочно провести задержания. В их руках находился один из ключевых членов Сопротивления из Хиллерёда, не выдержавший пыток и выдавший необходимые немцам сведения.
К тому времени отделение Гестапо в Хиллерёде было закрыто и поэтому планирование операции осуществлялось в штаб-квартире в Хельсингёре. Ниже приведены переводы тех выдержек из рапортов Баковского, что касаются планирования операции и которые, вероятно, незамедлительно передавались дальше руководителям подполья в Хиллерёде:
Вторник, 26.12.44, 11:27
Гестапо в Хельсингёре затребовало карту города Хиллерёд. Карта должна
позволить Гестапо ознакомиться со всеми улицами в Хиллерёде...
... Одновременно сообщается, что в четверг 28.12 на вилле Висборг должна
состояться рабочая встреча. Во встрече примут участие отделения из Гиллеляйе,
Снеккерстена ... и Хельсингёра. Поводом для встречи является крупная
операция в Хиллерёде. Время проведения операции пока ещё не было обозначено,
но в любом случае в Хиллерёде будет проведена большая операция...
Четверг, 28.12.44, 9:44
Йон отдал приказ, чтобы Гестапо из Хорнбека вечером прибыло в Хельсингёр
в форме и с пистолетами-пулемётами. (Вероятно это связано с операцией
в Хиллерёде)...
Тот же день, 12:21
Гестапо из Гиллеляйе тоже должно вечером прибыть в Хельсингёр со всем
своим персоналом в форме и с пистолетами-пулемётами...
Тот же день, 16:48
Операция в Хиллерёде состоится сегодня ночью.
В последующих своих сообщениях от пятницы 29.12.44 и среды 03.01.45 Баковски довёл до сведения подполья реакцию шефа Гестапо на странным образом проваленную акцию, при которой вместо 14 запланированных арестов конкретных лиц было задержано двое случайных прохожих, позднее отпущенных, тогда как сотрудники работали всю ночь, замёрзшие стояли на улицах и дорожках. Баковски сообщил, что после операции в Хиллерёде не было предпринято новых задержаний, хотя в Гестапо на них и рассчитывали, а также, что шеф Гестапо не понимал, как могла быть сорвана операция, когда её план был столь тщательно проработан, и что тот считал, что где-то что-то должно было быть конкретно не так.
Времени у Баковского и Центра прослушивания оставалось ещё две недели.

### Провал
Успехи Центра прослушивания на Санкт Олай Гэде № 19 постепенно становились столь значительными, что немцы начали подозревать неладное и приступили к расследованию. Одновременно Гестапо включилось в психологическую борьбу, вставляя в разговоры угрозы в адрес возможной подслушивающей стороны — слухача, когда до него доберутся, грозились вздёрнуть, порезать на мелкие кусочки и т. п. Единственным получателем этих угроз был Баковски. Вкупе с изматывающей многочасовой работой всё это не могло не отразиться на его нервной системе, практически лишённой отдыха.
18 декабря 1944 года два немецких связиста обнаружили замаскированное подключение к телефонной сети на узле связи в Хельсингёре. Группа прослушивания была вынуждена сбавить обороты и вести себя более сдержанно, однако, когда спустя неделю Гестапо так и не произвело никаких задержаний из числа членов их группы, деятельность была возобновлена с прежней силой. Но Гестапо уже вовсю вело работу по раскрытию Центра прослушивания и первичное отсутствие реакции было, скорее всего, проявлением чётко продуманного плана. «Затишье» со стороны оккупационных властей продолжалось вплоть до 17 января 1945 года, когда в 6 часов утра Гестапо нанесло неожиданный и точный удар по адресу Санкт Олай Гэде № 19. Баковски был задержан прямо на месте преступления — в наушниках и за прослушиванием линии.
Баковски был доставлен на виллу Висборг. Его сковали по рукам и ногам и пришла череда многочасовых допросов. Длительное время работы в условиях постоянной опасности и стресса привели к такому измождению его психического состояния, что даже Гестапо, всерьёз опасаясь, что в их руках и от их методов он легко и быстро мог сойти с ума, было вынуждено обращаться с ним на допросах относительно мирно. Помимо этого Баковски пользовался своим врождённым заиканием, чтобы тянуть с ответами и иметь время и возможность на обдумывание.
Собранные доказательства и документы по делу Баковского, включая изъятое оборудование, были направлены в основную штаб-квартиру Гестапо в Дании — в Дом Shell в Копенгагене. Однако 21 марта 1945 года британские ВВС, несмотря на то, что Гестапо намеренно держало арестованных на верхних этажах здания, решилось на налёт. Целенаправленные бомбовые удары британской авиации уничтожили Дом Shell, погубив нескольких заложников, многих немцев и их помощников. В огне исчезли также и все улики по делу Баковского. Утратив доказательства, немцы ограничились отправкой Баковского в лагерь для интернированных лиц во Фрёслеве (Frøslevlejren) в южной Ютландии, куда он был помещён 29 марта 1945 года и пробыл там до конца войны.

### После освобождения
После освобождения Баковски вступил в ряды легальных боевых групп из членов бывшего подполья и некоторое время участвовал в наведении и поддержании на территории Дании порядка, а затем вернулся в Германию, где умер в относительной безвестности в 1970 году. За всю послевоенную жизнь Баковски так и не получил никакого официального признания своих заслуг от датских властей.

## Память
Сегодня на улице Санкт Олай Гэде в Хельсингёре находится кафе «Баковски», названное в его честь.